# Andrei-Florin Gheorghiu
Andrei-Florin Gheorghiu (n.  ?) este un deputat român, ales în 2024 din partea USR. 